# Wasabi Shock
Wasabi Shock è un singolo del cantautore italiano Immanuel Casto, pubblicato il 23 maggio 2022 come terzo estratto dal quarto album in studio Malcostume.

## Video musicale
Il videoclip di Wasabi Shock, diretto da Luca Boni e Marco Ristori e registrato al White Studio di Lucca, è stato pubblicato su YouTube lo stesso giorno dell'uscita del singolo.

## Tracce
Testi di Immanuel Casto, Romina Falconi, musiche di Keen.
1. Wasabi Shock – 3:31

## Formazione
- Immanuel Casto – voce
- Keen – strumentazione, produzione